# Lawton Chiles
Lawton Mainor Chiles, Jr., né le 3 avril 1930 à Lakeland (Floride) et mort le 12 décembre 1998 à Tallahassee, est un homme politique américain membre du Parti démocrate.
Vétéran de la guerre de Corée élu à la Chambre des représentants de la Floride pour le comté de Polk de 1958 à 1966, il est membre du Sénat de l'État entre 1966 et 1970 pour le 26e puis 28e district. Il fait en 1971 son entrée au Sénat des États-Unis et y préside notamment la commission sur le budget fédéral de 1987 à 1989. Il quitte l'assemblée la même année et est élu deux ans plus tard gouverneur de Floride, vainqueur du scrutin contre le gouverneur sortant Bob Martinez avec 56 % des voix. Il meurt en fonction en 1998, au cours de son second mandat.
Lawton Chiles est l'oncle de l'ancienne sénatrice de Caroline du Nord Kay Hagan.